# Spartan

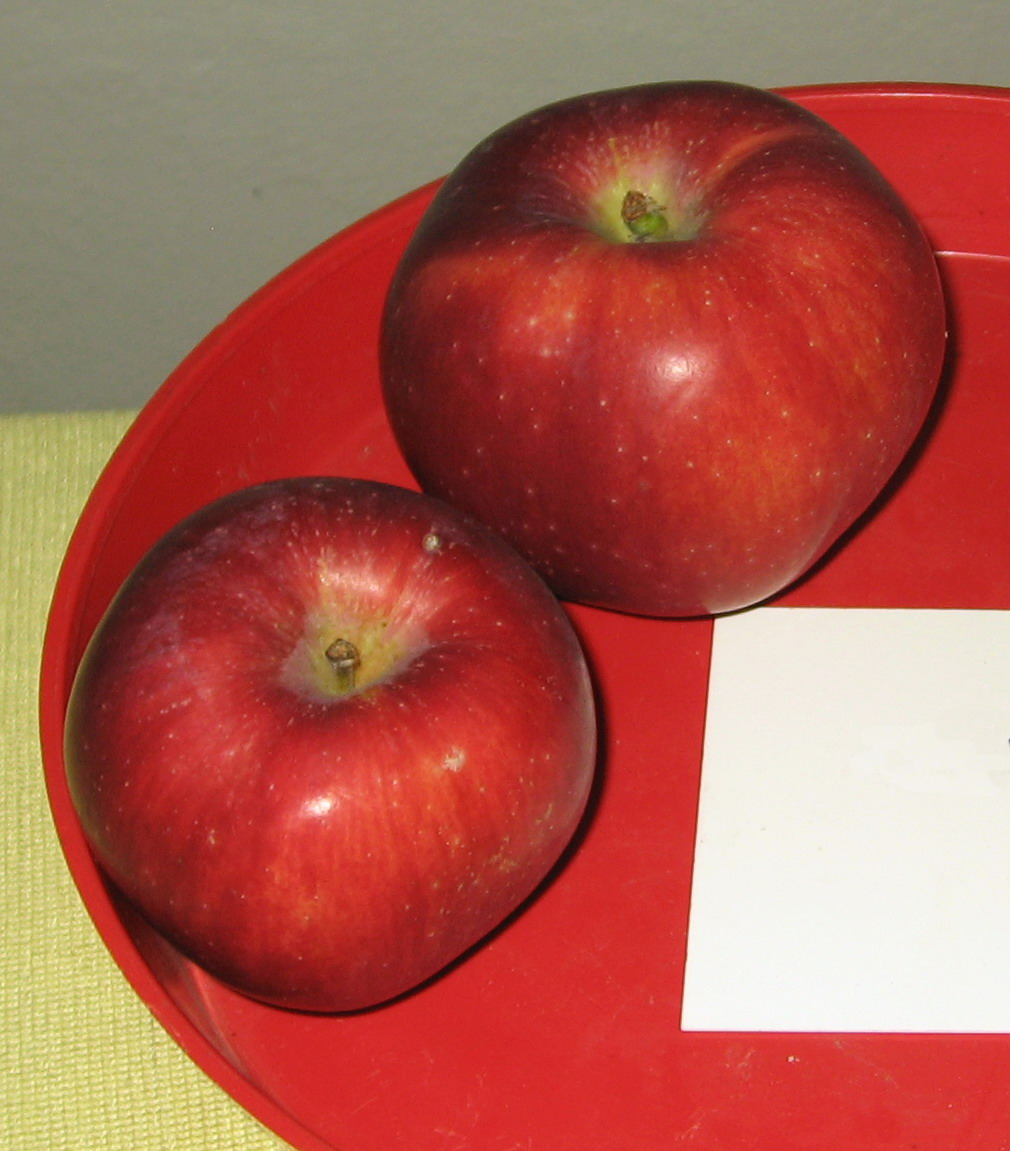
Spartan-äpplen.

Spartan är en äppelsort av kanadensiskt ursprung, och är resultatet av en korsning mellan McIntosh och Newton. Äpplet är relativt litet och har en mörkröd och grön färg. Fruktköttet är fast, saftigt, samt svagt sött och syrligt. Spartan mognar omkring december-januari, och håller sig därefter vid lagring till, omkring, våren. Äpplet pollineras bland annat av Alice, Aroma, Cox Orange, Discovery, Filippa, Gloster, Ingrid Marie, James Grieve, Jonathan, Lobo, McIntosh, Mio, Summerred och Transparente blanche. I Sverige odlas Spartan gynnsammast i zon 1.

## Referenser

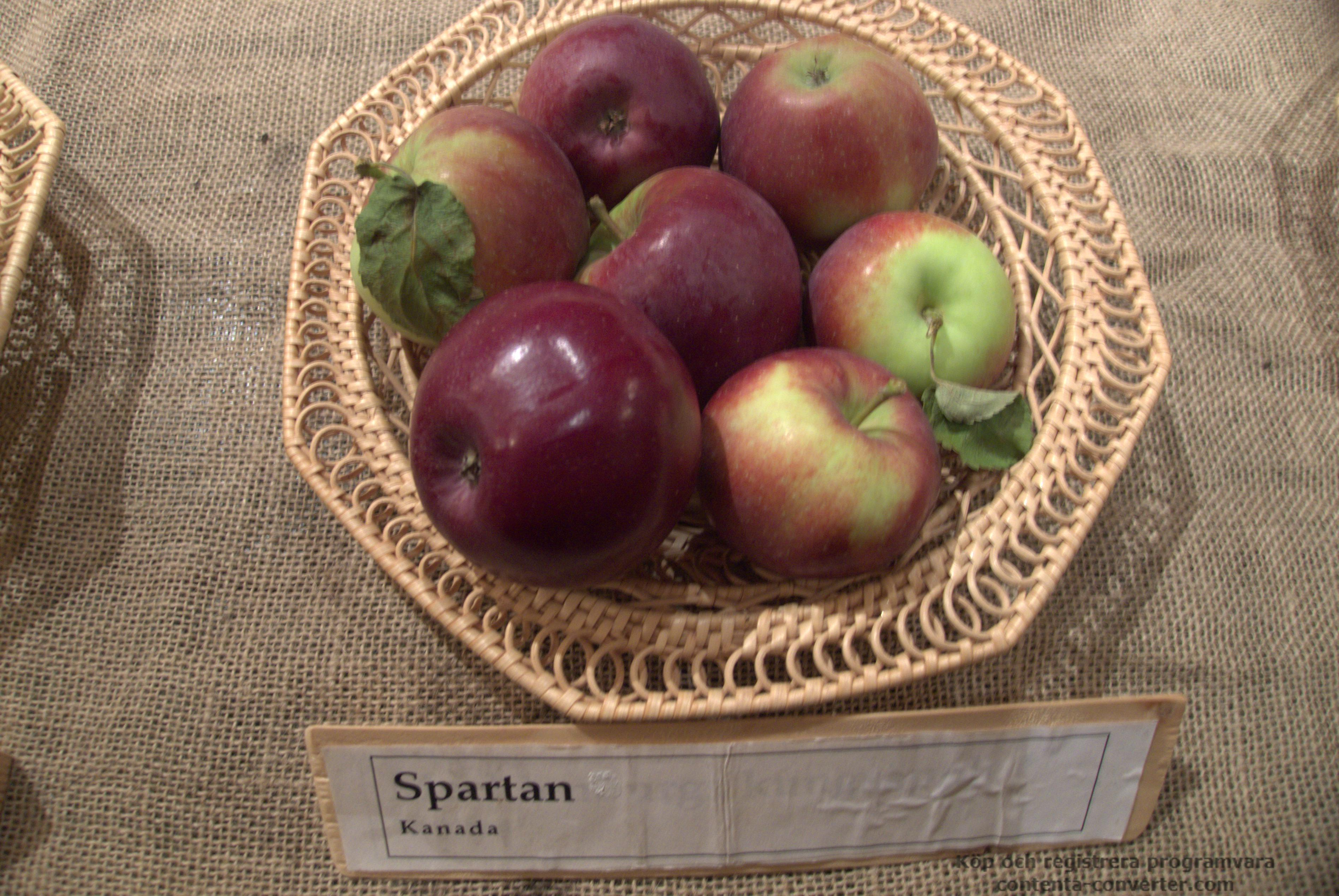
Spartan-äpplen.